# Piresia sympodica
Piresia sympodica là một loài thực vật có hoa trong họ Hòa thảo. Loài này được (Döll) Swallen miêu tả khoa học đầu tiên năm 1964.